# Sphinx Systems
Pour les articles homonymes, voir Sphinx.
Pour l’article ayant un titre homophone, voir Sphynx.
 (mars 2025).
Si vous disposez d'ouvrages ou d'articles de référence ou si vous connaissez des sites web de qualité traitant du thème abordé ici, merci de compléter l'article en donnant les références utiles à sa vérifiabilité et en les liant à la section « Notes et références ».
Sphinx Systems Limited, basé à Porrentruy, était un fabricant suisse de pistolets de haute qualité utilisés principalement par les forces spéciales, les unités de police d'élite et les tireurs sportifs. Sphinx a été fondée en 1976, spécialisée dans l'outillage et l'usinage, puis s'est diversifiée dans l'industrie des armes à feu au cours des années 1980. Sphinx est surtout connue pour son travail de développement sur le pistolet CZ 75 d'origine tchèque, qui a évolué vers le Sphinx 2000, le pistolet de compétition personnalisé Sphinx 3000 et le Sphinx SDP Compact. Sphinx a cessé ses activités en juillet 2016.

## Historique
Sphinx a commencé à travailler sur des pistolets basés sur la conception du CZ 75 lorsqu'ils ont repensé la copie sous licence ITM AT-84 du CZ 75 tchèque et du pistolet semi-automatique ITM AT-88, une première évolution du CZ 75 qui avait été développé en Suisse par ITM.
Sphinx fabriquait à l'origine tous les pistolets en Suisse. Les glissières sont en acier massif, les cadres en fonte, en forge ou également en billette, et chaque pistolet est équipé de canons de haute qualité. Les premiers pistolets Sphinx n'étaient pas fabriqués en série et étaient montés à la main selon des tolérances strictes, ce qui les rendait plus chers que les produits fabriqués en série. Tous les pistolets Sphinx fabriqués sur mesure, à l'exception de l'AT380, étaient livrés avec une cible de test réelle, confirmant la précision de l'arme à feu spécifique.
En 2010, Sphinx a rejoint le groupe KRISS et a commencé la production du SDP Compact en 2012. Le SPD Compact fabriqué aux États-Unis, basé en grande partie sur la série 3000, a été la première arme à feu produite en série de Sphinx. Les premières critiques ont été positives.
Les produits Sphinx étaient historiquement importés aux États-Unis par la société SILE et jusqu'en 2008 par SABRE Defense Industries. À partir de 2010, les produits Sphinx ont été importés aux États-Unis par KRISS USA à Virginia Beach, en Virginie.
Sphinx Systems AG a été déclarée en faillite le 30 novembre 2015. La société mère, KRISS Group SA, est également en difficulté financière. KRISS USA, une filiale indépendante du KRISS Group SA, a depuis repris la production et d'autres activités commerciales.
En juillet 2016, Sphinx a fait faillite, principalement en raison d'une interdiction du Conseil fédéral de fournir des pièces d'armes à la région arabe.

## Pistolets Sphinx

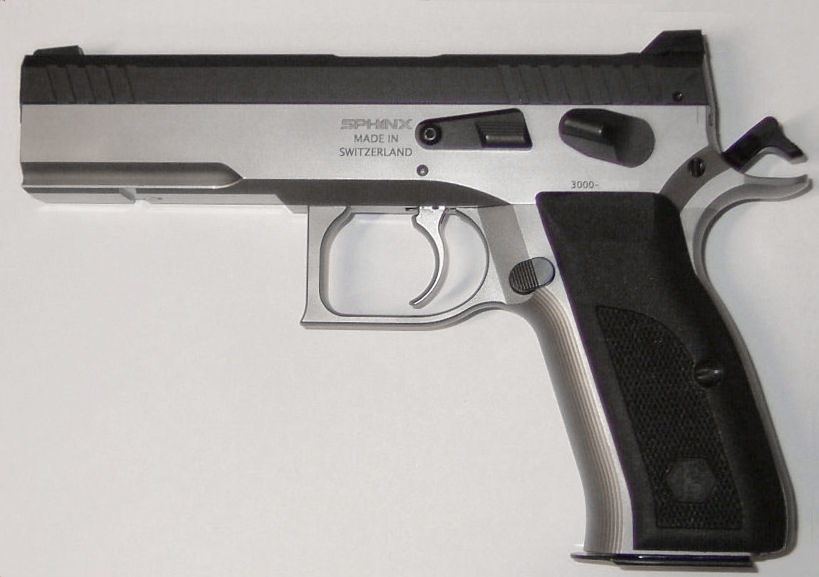
Sphinx 3000 Duo-Tone en 9×19mm Parabellum avec une partie supérieure en acier inoxydable et une partie inférieure en titane destinée au combat et au tir sur cible.

Série AT380un pistolet sous-compact. Légèrement plus petit en dimension générale que le Walther PPK/S, il dispose également d'une plus grande capacité de chargeur (10/11/15). Les viseurs sont réglables. Les sécurités comprennent : 1. un type de bloc de percuteur automatique qui empêche le percuteur d'être touché à moins que la gâchette ne soit tirée, éliminant ainsi les tirs en rafale, etc. 2. Des sécurités de bloc de percuteur manuel sur les modèles « M » (fonction similaire à celle du Beretta 92F). En raison de restrictions commerciales plus strictes sur les armes à feu, l'AT .380 n'est plus importé aux États-Unis.
Série Sphinx 2000un pistolet de défense et de sport de taille moyenne et de taille standard qui montre son héritage CZ 75/AT-88.
Série Sphinx 3000un pistolet de défense et de sport de taille moyenne et de taille standard usiné CNC fabriqué à partir de divers métaux tels que l'acier inoxydable, l'aluminium et le titane. Le Sphinx 3000 a été conçu comme un pistolet de combat moderne avec des caractéristiques telles qu'un rail d'accessoires Picatinny, une ligne d'alésage bas, un système de déverrouillage du chargeur étendu, diverses options de système de sécurité, diverses finitions, viseurs, tailles de pistolet et matériaux au choix.
Série Sphinx SDP
Pistolet 9 mm de taille SubCompact (6,55"), Compact (7,40") et Standard (8,19") introduit de 2013 à 2015. Version produite en série de la série 3000. Tous les modèles ont une détente DA/SA, un désarmeur ambidextre et une glissière en acier revêtue de TIAIN.
Les matériaux du cadre varient. Les lignes Black, Krypton et Sand présentent des cadres supérieur et inférieur en aluminium anodisé dur et pèsent entre 750 et 850 g (Compact). La ligne Alpha utilise un cadre supérieur en aluminium anodisé dur et des cadres inférieurs en polymère et pèse 730 g (SC), 720 à 735 g (C) ou 910 g (Std). Les modèles Duo-Tone et Stainless Steel utilisent des cadres supérieur et inférieur entièrement en acier (42,43-42,64 oz, Compact).
Les Compacts sont également disponibles avec filetage Canons à canon. Tous les Compacts en métal ont des poignées en polymère interchangeables. Contrairement à ses cousins plus grands, le SubCompact n'a pas de sangles arrière interchangeables.
Il a fait ses débuts aux États-Unis au cours du premier trimestre 2013 sous le nom de modèle Compact Alpha, suivi en 2014 par d'autres modèles Compact. Les modèles SubCompact Alpha et Standard Alpha ont été introduits fin 2014/début 2015[source insuffisante]. Bien qu'ils soient prévus pour la fabrication, les modèles de taille Standard et Production n'ont pas encore été importés aux États-Unis par le distributeur, KRISS USA.

## Utilisateurs (Sphinx 3000)
- Belgique : Police fédérale belge
- Danemark : Forces spéciales danoises
- Malaisie : Force aérienne royale malaisienne PASKAU[5]
- Norvège : Forces spéciales norvégiennes MJK
- Singapour : Police Commandement des opérations spéciales
- Suisse : « Kantonspolizei » (police cantonale d'Obwald, Schaffhouse et Valais). Cependant, le canton du Valais a remplacé les pistolets Sphinx 3000 par le Heckler & Koch P30 en 2011, certaines forces de la police municipale utilisent également le Sphinx 3000 comme arme de poing standard. La Kantonspolizei Obwalden utilise le Sphinx SDP Compact. Le Sphinx 3000 est également utilisé par la Betriebswache (force de sécurité) BKW-FMB de la centrale nucléaire de Mühleberg dans le canton de Berne.

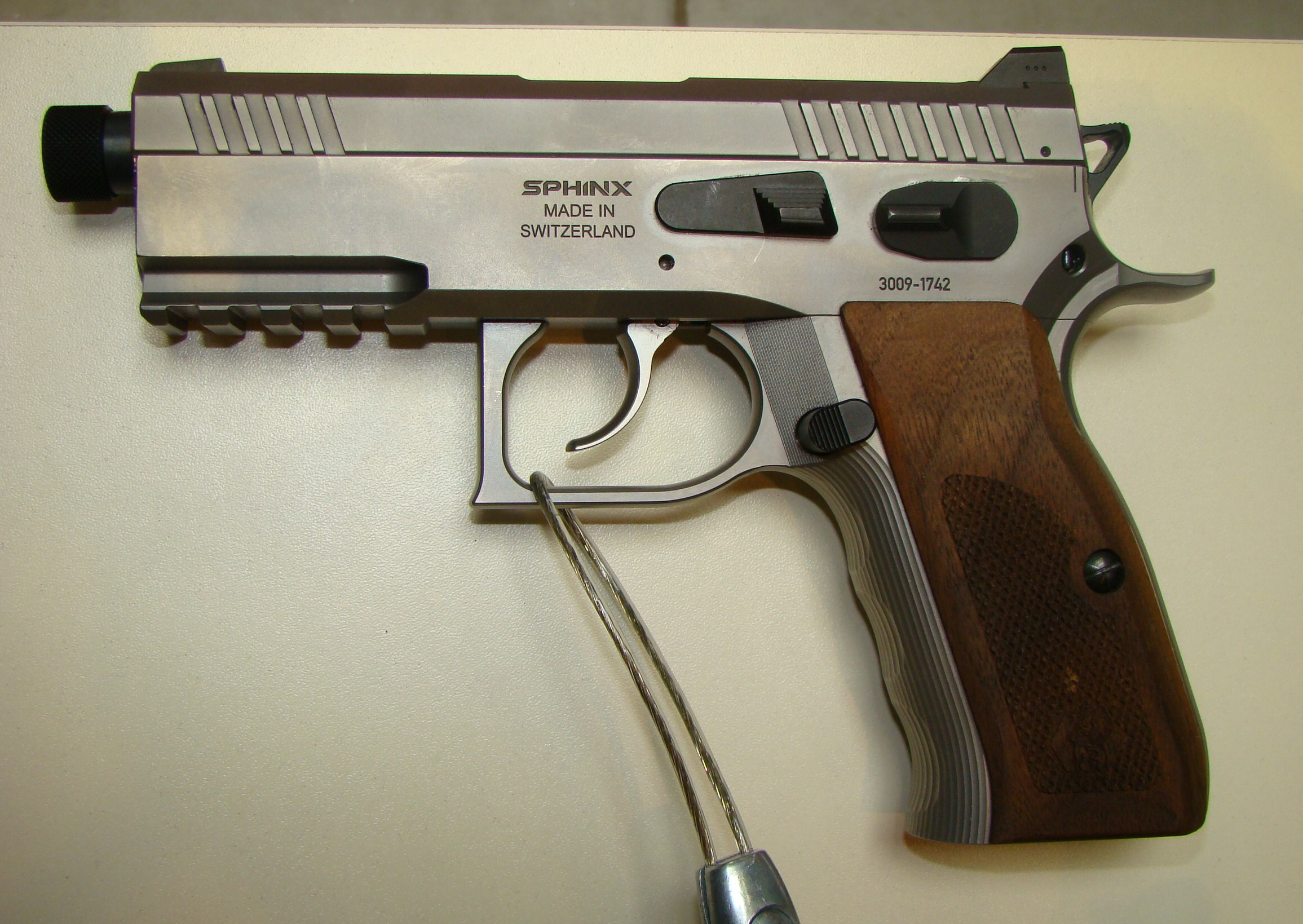
3009
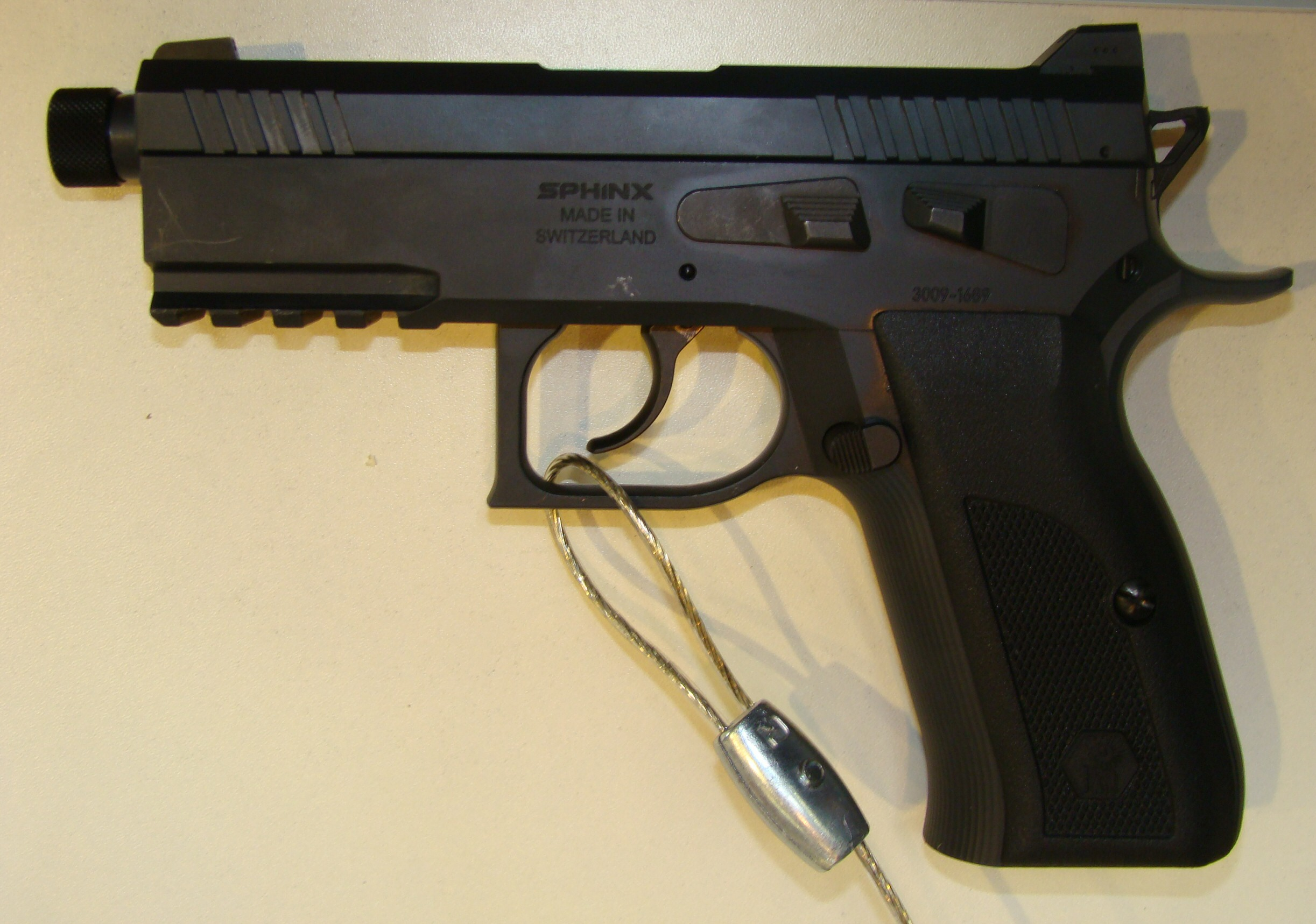
3009
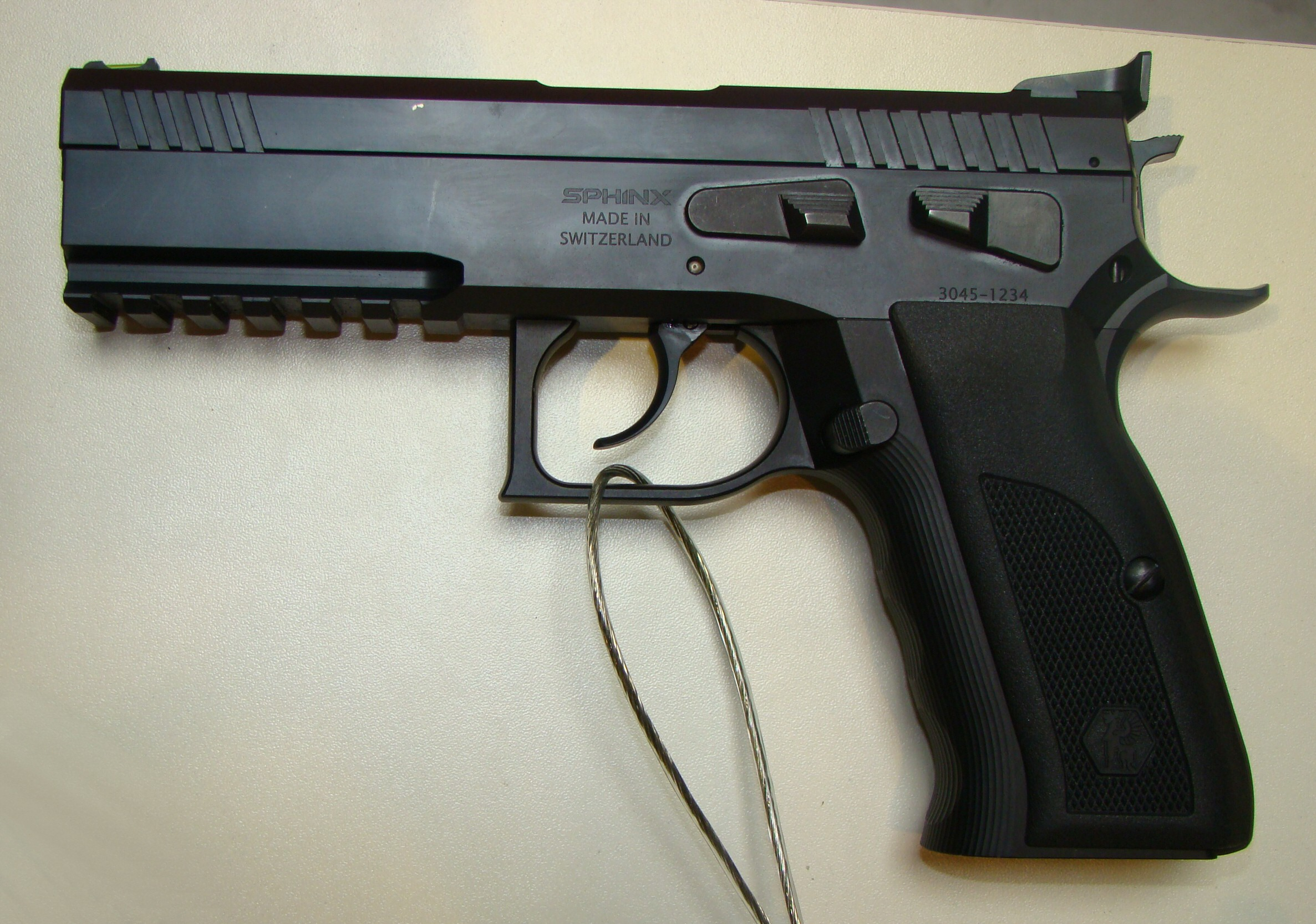
3045
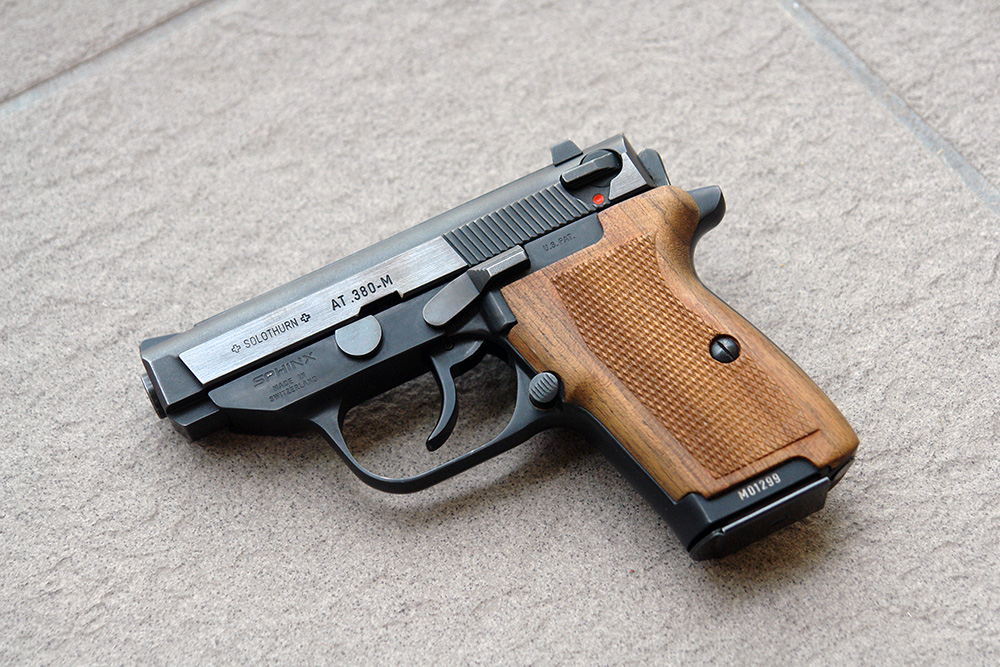
AT-380M